# Ischnura forcipata
Ischnura forcipata là một loài chuồn chuồn kim trong họ Coenagrionidae.
Loài này được xếp vào nhóm Loài ít quan tâm trong sách Đỏ của IUCN năm 2010.
Ischnura forcipata được Morton miêu tả khoa học năm 1907.